# 義守大學足球隊
義守大學足球隊，球隊成立於 1993 年，從一般大學一般組乙組開始組訓，曾於 1999 年、2000 年、2009 年、2014 年榮 獲四次冠軍，晉升甲組(公開組第一級)最佳成績曾獲第三名，在非體育專業學校球隊中，義守大學一直是南部足球選手的首選。
1997年起，至今多次榮獲學文獎學金代表學校參訪交流國外姊妹校。球隊曾在 2008 年企業足球聯賽(城市聯賽)榮獲殿軍，在重升大專盃足球運動聯賽公開組第一級賽事後，積極參加全國城市聯賽，提供學生球員更高層級的賽事，並提升球員能見度與經驗的累積。

## 隊史
2008年，贏得企業足球聯賽第四名及大專足球聯賽第三名。

## 2015年-2016年球員名單
註釋：國旗表示球員在國際足聯資格規則定義的國家隊。球員可能擁有一個以上非國際足聯國籍。
| 號碼 |          | 位置 | 球員   |
| ---- | -------- | ---- | ------ |
| 1    | 臺灣地區 | 门将 | 徐銘宏 |
| 2    | 臺灣地區 | 后卫 | 林聖傑 |
| 3    | 臺灣地區 | 后卫 | 陳宗邦 |
| 4    | 臺灣地區 | 中场 | 陳宗邦 |
| 5    | 臺灣地區 | 中场 | 葉育宏 |
| 6    | 臺灣地區 | 后卫 | 簡晉輝 |
| 7    | 臺灣地區 | 中场 | 莊溢軒 |
| 8    | 臺灣地區 | 中场 | 楊竣文 |
| 9    | 臺灣地區 | 前锋 | 林暐修 |
| 10   | 臺灣地區 | 中场 | 吳主榮 |
| 11   | 臺灣地區 | 中场 | 吳詠鴻 |
| 12   | 臺灣地區 | 前锋 | 趙廷傑 |
| 13   | 臺灣地區 | 后卫 | 陳銓浩 |
| 14   | 臺灣地區 | 中场 | 彭依平 |
| 15   | 臺灣地區 | 后卫 | 蔡承璁 |

| 號碼 |          | 位置 | 球員     |
| ---- | -------- | ---- | -------- |
| 16   | 臺灣地區 | 中场 | 鐘佳哲   |
| 17   | 臺灣地區 | 前锋 | 洪品丞   |
| 18   | 臺灣地區 | 门将 | 王文晏   |
| 19   | 臺灣地區 | 后卫 | 林華城   |
| 20   | 臺灣地區 | 后卫 | 林華峰   |
| 21   | 臺灣地區 | 中场 | 陳麒竣   |
| 22   | 臺灣地區 | 后卫 | 吳品宏   |
| 23   | 臺灣地區 | 前锋 | 郭祖豪   |
| 24   | 臺灣地區 | 中场 | 黃玉傑   |
| 25   | 臺灣地區 | 后卫 | 王聖博   |
| 26   | 臺灣地區 | 后卫 | 陳昌博   |
| 27   | 臺灣地區 | 中场 | 陳奕翰   |
| 28   | 日本     | 中场 | 糸井祐哉 |
| 29   | 日本     | 前锋 | 福井達貴 |
| 30   | 臺灣地區 | 中场 | 林憲男   |

## 職員名單
- 領隊：宋一夫
- 總教練：吳俊賢
- 教練：徐銘宏
- 技術顧問：許青山
- 管理：王建鴻
- 防護員：邱韋豪

## 球隊榮譽
88學年度，大專盃男生乙組，冠軍
89學年度，大專盃男生乙組冠軍
94學年度，公開男生組一級，優勝
96學年度，公開男生組一級，第三名
97學年度，公開男生組一級，第六名
98學年度，一般組冠軍
100學年度，公開男生組二級，第二名
101學年度，公開男生組一級，第六名
103學年度，一般組冠軍
104學年度，公開男生組一級，第六名
105學年度，公開男生組一級，第五名
101學年度，高雄市港都盃  公開組亞軍
105學年度，高雄市港都盃 青年組冠軍
103學年度，南台灣足球聯賽亞軍
98學年度，一般男生組，第一名
107學年度，一般男生組，第五名
97年度，企業足球聯賽(城市聯賽)，殿軍
108學年度，公開一級挑戰組，冠軍

## 外部連結
- 義大足球隊參加98學年中華民國大專院校足球賽奪冠

1. ↑  . 義大新聞. 2008-06-03. （原始内容存档于2020-05-01）.